# 里奥阿西马
里奥阿西马是巴西米纳斯吉拉斯州的一个市镇。总面积230.143平方公里，总人口8257人，人口密度35.9人/平方公里。